# سان ميغيل دي أغوايو (كانتابريا)

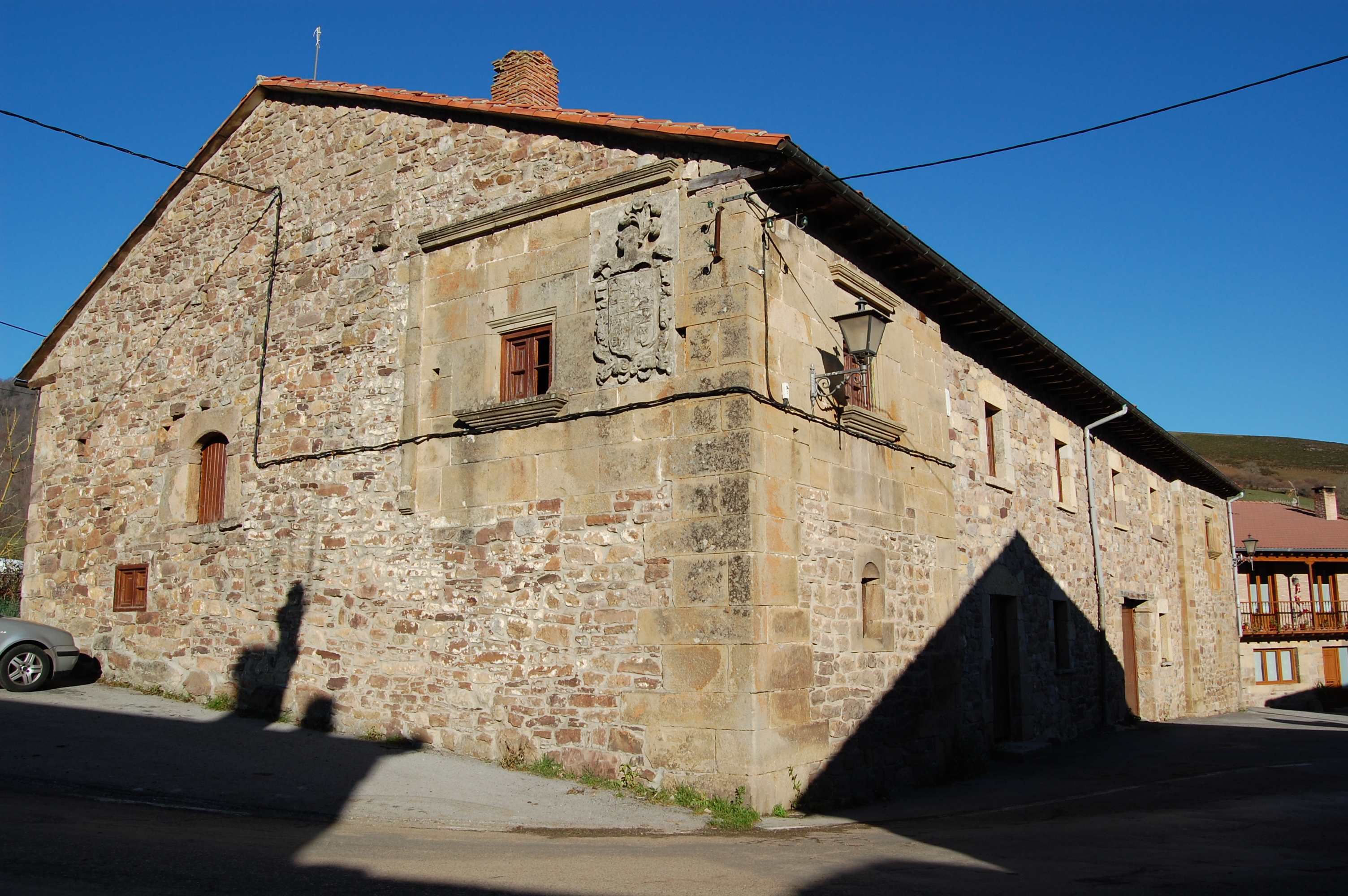

بلدية سان ميغيل دي أغوايو (بالإسبانية: San Miguel de Aguayo)‏، هي إحدى بلديات منطقة كانتابريا, المصنفة على أنها مقاطعة أيضاً، في شمال إسبانيا.
يبلغ عدد سكانها 152 نسمة وفقاً لإحصائية سنة (2002).